# Женска фудбалска репрезентација Тајланда
Женска фудбалска репрезентација Тајланда (тај. ฟุตบอลหญิงทีมชาติไทย)  је национални фудбалски тим који представља Тајланд на међународним такмичењима и под контролом је Фудбалског савеза Тајланда (тај. สมาคมกีฬาฟุตบอลแห่งประเทศไทย ในพระบรมราชูปถัมภ์) , владајућег тела за фудбал у Тајланду. Тим је освојио Куп Азије 1983. године и квалификовао се за два ФИФА светска првенства за жене 2015. и 2019. године. Њихов највиши пласман на ФИФА светској ранг листи за жене је 28., постигнут у јулу 2011. и јуну 2018.

## Историја

### АФК Куп Азије 2014.
Тајланд се квалификовао за ФИФА Светско првенство за жене 2015. тако што је на АФК Азијском купу за жене 2014. године завршио на петом месту, победивши домаћина и регионалнног ривала Вијетнам.

### Светско првенство у фудбалу за жене 2015.
Упркос мањем буџету од буџета мушког тима, тајландски женски тим је ушао у историју поставши први фудбалски тим у земљи било ког пола који се квалификовао за ФИФА турнир, а да није био домаћин. Због тога је Фудбалски савез Тајланда најавио да ће више улагати у побољшање квалитета тајландског женског фудбала. Тајланд је увучен у групу Б заједно са кандидатима за титулу Немачком и Норвешком, као и Обалом Слоноваче.  Њихова једина победа дошла је против Обале Слоноваче резултатом 3 : 2, са два гола Оратаја Сриманија и једним голом Таната Чавонга, и тиме су завршили на трећем месту у групи.

### Светско првенство у фудбалу за жене 2019.
На Светском првенству у фудбалу за жене 2019. Тајланд је извучен у Групу Ф, заједно са Сједињеним Државама, Шведском и Чилеом. Импресиван наступ Тајланда на АФК женском купу Азије 2018, укључујући нерешено против Аустралије 2 : 2 у полуфиналу, пружио је уверење да је Тајланд способан да се такмичи са јачим фудбалским силама у свету. Тајланд је, међутим, почео своју прву утакмицу са 0 : 13, изгубивши од САД, што је био највећи пораз од тајландског тима било којег пола на међународном турниру.] Велики пораз од Сједињених Држава озбиљно је покварио дух Тајланђанки, пошто су изгубиле и своје касније мечеве од Шведске 5 : 1 и 2 : 0 од Чилеа, напуштајући турнир без постигнутог бода, што је најлошији резултат било које екипе икада на ФИФА Светском првенству за жене.

## Светска ранг листа ФИФА
Ажурирано 6. фебруар 2022, после утакмице са  Кинески Тајпеј.
  Најбоља позиција    Најбољи помак    Најлошија позиција    Најгори помак  
| Историја светског рангирања ФИФА − Тајланда (жене) | Историја светског рангирања ФИФА − Тајланда (жене) | Историја светског рангирања ФИФА − Тајланда (жене) | Историја светског рангирања ФИФА − Тајланда (жене) | Историја светског рангирања ФИФА − Тајланда (жене) | Историја светског рангирања ФИФА − Тајланда (жене) | Историја светског рангирања ФИФА − Тајланда (жене) | Историја светског рангирања ФИФА − Тајланда (жене) | Историја светског рангирања ФИФА − Тајланда (жене) | Историја светског рангирања ФИФА − Тајланда (жене) | Историја светског рангирања ФИФА − Тајланда (жене) | Историја светског рангирања ФИФА − Тајланда (жене) |
|                                                    | Позиција                                           | Година                                             | Утакмица играно                                    | Поб                                                | Изг                                                | Нер                                                | Најбољи                                            | Најбољи                                            | Најлошији                                          | Најлошији                                          |                                                    |
| Поз                                                | Позиција                                           | Година                                             | Утакмица играно                                    | Поб                                                | Изг                                                | Нер                                                | Помак                                              | Поз                                                | Помак                                              |                                                    |                                                    |
| -------------------------------------------------- | -------------------------------------------------- | -------------------------------------------------- | -------------------------------------------------- | -------------------------------------------------- | -------------------------------------------------- | -------------------------------------------------- | -------------------------------------------------- | -------------------------------------------------- | -------------------------------------------------- | -------------------------------------------------- | -------------------------------------------------- |
|                                                    | 47 1 (16. 8. 2024)                                 | 2022                                               | 6                                                  | 1                                                  | 5                                                  | 0                                                  | 38                                                 | 0                                                  | 38                                                 | 0                                                  |                                                    |
|                                                    | 39                                                 | 2021                                               | 0                                                  | 0                                                  | 0                                                  | 0                                                  | 38                                                 | 1                                                  | 39                                                 | 1                                                  |                                                    |

## Такмичарски рекорд

### Светско првенство за жене
| Светско првенство у фудбалу за жене − резултати | Светско првенство у фудбалу за жене − резултати | Светско првенство у фудбалу за жене − резултати | Светско првенство у фудбалу за жене − резултати | Светско првенство у фудбалу за жене − резултати | Светско првенство у фудбалу за жене − резултати | Светско првенство у фудбалу за жене − резултати | Светско првенство у фудбалу за жене − резултати | Светско првенство у фудбалу за жене − резултати | Светско првенство у фудбалу за жене − резултати |        |
| Година                                          | Домаћин                                         | Резултат                                        | Позиција                                        | Ута                                             | Поб                                             | Нер*                                            | Изг                                             | ГД                                              | ГП                                              |        |
| ----------------------------------------------- | ----------------------------------------------- | ----------------------------------------------- | ----------------------------------------------- | ----------------------------------------------- | ----------------------------------------------- | ----------------------------------------------- | ----------------------------------------------- | ----------------------------------------------- | ----------------------------------------------- | ------ |
| 1991                                            | Кина                                            | Нису се квалификовале                           | Нису се квалификовале                           | Нису се квалификовале                           | Нису се квалификовале                           | Нису се квалификовале                           | Нису се квалификовале                           | Нису се квалификовале                           | Нису се квалификовале                           |        |
| 1995                                            | Шведска                                         | Нису учествовале                                | Нису учествовале                                | Нису учествовале                                | Нису учествовале                                | Нису учествовале                                | Нису учествовале                                | Нису учествовале                                | Нису учествовале                                |        |
| 1999                                            | САД                                             | Нису учествовале                                | Нису учествовале                                | Нису учествовале                                | Нису учествовале                                | Нису учествовале                                | Нису учествовале                                | Нису учествовале                                | Нису учествовале                                |        |
| 2003                                            | САД                                             | Нису се квалификовале                           | Нису се квалификовале                           | Нису се квалификовале                           | Нису се квалификовале                           | Нису се квалификовале                           | Нису се квалификовале                           | Нису се квалификовале                           | Нису се квалификовале                           |        |
| 2007                                            | Кина                                            | Нису се квалификовале                           | Нису се квалификовале                           | Нису се квалификовале                           | Нису се квалификовале                           | Нису се квалификовале                           | Нису се квалификовале                           | Нису се квалификовале                           | Нису се квалификовале                           |        |
| 2011                                            | Немачка                                         | Нису се квалификовале                           | Нису се квалификовале                           | Нису се квалификовале                           | Нису се квалификовале                           | Нису се квалификовале                           | Нису се квалификовале                           | Нису се квалификовале                           | Нису се квалификовале                           |        |
| 2015                                            | Канада                                          | Групна фаза                                     | 17.                                             | 3                                               | 1                                               | 0                                               | 2                                               | 3                                               | 10                                              |        |
| 2019                                            | Француска                                       | Групна фаза                                     | 24.                                             | 3                                               | 0                                               | 0                                               | 3                                               | 1                                               | 20                                              |        |
| 2023                                            | Аустралија · Нови Зеланд                        | У току                                          | У току                                          | У току                                          | У току                                          | У току                                          | У току                                          | У току                                          | У току                                          | У току |
| Укупно                                          | Укупно                                          | Групна фаза                                     | 17.                                             | 6                                               | 1                                               | 0                                               | 5                                               | 4                                               | 30                                              |        |

| Утакмице на Светском првенству | Утакмице на Светском првенству | Утакмице на Светском првенству | Утакмице на Светском првенству | Утакмице на Светском првенству | Утакмице на Светском првенству |
| Година                         | Коло                           | Противник                      | Резултат                       | Исход                          | Стадион                        |
| ------------------------------ | ------------------------------ | ------------------------------ | ------------------------------ | ------------------------------ | ------------------------------ |
| 2015                           | Групна фаза                    | Норвешка                       | 0 : 4                          | Изг                            | Канада, Отава                  |
| 2015                           | Групна фаза                    | Обала Слоноваче                | 3 : 2                          | Поб                            | Канада, Отава                  |
| 2015                           | Групна фаза                    | Немачка                        | 0 : 4                          | Изг                            | Канада, Винипег                |
| 2019                           | Групна фаза                    | Сједињене Државе               | 0 : 13                         | Изг                            | Француска, Ремс                |
| 2019                           | Групна фаза                    | Шведска                        | 1 : 5                          | Изг                            | Француска, Ница                |
| 2019                           | Групна фаза                    | Чиле                           | 0 : 2                          | Изг                            | Француска, Ренс                |

### Олимпијске игре
| Олимпијске игре − резултати | Олимпијске игре − резултати | Олимпијске игре − резултати | Олимпијске игре − резултати | Олимпијске игре − резултати | Олимпијске игре − резултати | Олимпијске игре − резултати | Олимпијске игре − резултати | Олимпијске игре − резултати | Олимпијске игре − резултати |
| Година                      | Домаћин                     | Резултат                    | Позиција                    | Ута                         | Поб                         | Нер*                        | Изг                         | ГД                          | ГП                          |
| --------------------------- | --------------------------- | --------------------------- | --------------------------- | --------------------------- | --------------------------- | --------------------------- | --------------------------- | --------------------------- | --------------------------- |
| 1996                        | САД                         | Нису се квалификовале       | Нису се квалификовале       | Нису се квалификовале       | Нису се квалификовале       | Нису се квалификовале       | Нису се квалификовале       | Нису се квалификовале       | Нису се квалификовале       |
| 2000                        | Аустралија                  | Нису се квалификовале       | Нису се квалификовале       | Нису се квалификовале       | Нису се квалификовале       | Нису се квалификовале       | Нису се квалификовале       | Нису се квалификовале       | Нису се квалификовале       |
| 2004                        | Грчка                       | Нису се квалификовале       | Нису се квалификовале       | Нису се квалификовале       | Нису се квалификовале       | Нису се квалификовале       | Нису се квалификовале       | Нису се квалификовале       | Нису се квалификовале       |
| 2008                        | Кина                        | Нису се квалификовале       | Нису се квалификовале       | Нису се квалификовале       | Нису се квалификовале       | Нису се квалификовале       | Нису се квалификовале       | Нису се квалификовале       | Нису се квалификовале       |
| 2012                        | Велика Британија            | Нису се квалификовале       | Нису се квалификовале       | Нису се квалификовале       | Нису се квалификовале       | Нису се квалификовале       | Нису се квалификовале       | Нису се квалификовале       | Нису се квалификовале       |
| 2016                        | Бразил                      | Нису се квалификовале       | Нису се квалификовале       | Нису се квалификовале       | Нису се квалификовале       | Нису се квалификовале       | Нису се квалификовале       | Нису се квалификовале       | Нису се квалификовале       |
| 2020                        | Јапан                       | Нису се квалификовале       | Нису се квалификовале       | Нису се квалификовале       | Нису се квалификовале       | Нису се квалификовале       | Нису се квалификовале       | Нису се квалификовале       | Нису се квалификовале       |
| 2024                        | Француска                   | У току                      | У току                      | У току                      | У току                      | У току                      | У току                      | У току                      | У току                      |
| 2028                        | САД                         | У току                      | У току                      | У току                      | У току                      | У току                      | У току                      | У току                      | У току                      |
| Укупно                      | Укупно                      |                             |                             | -                           | -                           | -                           | -                           | -                           | -                           |

*Жребови укључују утакмице где је одлука пала извођењем једанаестераца.

### АФК Куп Азије у фудбалу за жене
| АФК Куп Азије за жене − резултати | АФК Куп Азије за жене − резултати | АФК Куп Азије за жене − резултати | АФК Куп Азије за жене − резултати | АФК Куп Азије за жене − резултати | АФК Куп Азије за жене − резултати | АФК Куп Азије за жене − резултати | АФК Куп Азије за жене − резултати | АФК Куп Азије за жене − резултати | АФК Куп Азије за жене − резултати |
| Година                            | Домаћин                           | Резултат                          | Позиција                          | Ута                               | Поб                               | Нер*                              | Изг                               | ГД                                | ГП                                |
| --------------------------------- | --------------------------------- | --------------------------------- | --------------------------------- | --------------------------------- | --------------------------------- | --------------------------------- | --------------------------------- | --------------------------------- | --------------------------------- |
| 1975                              | Хонг Конг                         | Другопласиране                    | 2.                                | 4                                 | 3                                 | 0                                 | 1                                 | 10                                | 5                                 |
| 1977                              | Кина                              | Другопласиране                    | 2.                                | 4                                 | 3                                 | 0                                 | 1                                 | 9                                 | 2                                 |
| 1980                              | Индија                            | Нису учествовале                  | Нису учествовале                  | Нису учествовале                  | Нису учествовале                  | Нису учествовале                  | Нису учествовале                  | Нису учествовале                  | Нису учествовале                  |
| 1981                              | Хонг Конг                         | Другопласиране                    | 2.                                | 5                                 | 3                                 | 0                                 | 2                                 | 6                                 | 8                                 |
| 1983                              | Тајланд                           | Шампионке                         | 1.                                | 6                                 | 6                                 | 0                                 | 0                                 | 25                                | 1                                 |
| 1986                              | Хонг Конг                         | Треће место                       | 3.                                | 5                                 | 4                                 | 0                                 | 1                                 | 15                                | 5                                 |
| 1989                              | Хонг Конг                         | Групна фаза                       | 7.                                | 3                                 | 0                                 | 0                                 | 3                                 | 1                                 | 12                                |
| 1991                              | Јапан                             | Групна фаза                       | 5.                                | 3                                 | 1                                 | 1                                 | 1                                 | 4                                 | 10                                |
| 1993                              | Малезија                          | Нису учествовале                  | Нису учествовале                  | Нису учествовале                  | Нису учествовале                  | Нису учествовале                  | Нису учествовале                  | Нису учествовале                  | Нису учествовале                  |
| 1995                              | Малезија                          | Групна фаза                       | 5.                                | 2                                 | 1                                 | 0                                 | 1                                 | 3                                 | 4                                 |
| 1997                              | Кина                              | Нису учествовале                  | Нису учествовале                  | Нису учествовале                  | Нису учествовале                  | Нису учествовале                  | Нису учествовале                  | Нису учествовале                  | Нису учествовале                  |
| 1999                              | Филипини                          | Групна фаза                       | 8.                                | 4                                 | 2                                 | 0                                 | 2                                 | 6                                 | 10                                |
| 2001                              | Кинески Тајпеј                    | Групна фаза                       | 8.                                | 4                                 | 2                                 | 0                                 | 2                                 | 5                                 | 9                                 |
| 2003                              | Тајланд                           | Групна фаза                       | 8.                                | 4                                 | 2                                 | 0                                 | 2                                 | 6                                 | 21                                |
| 2006                              | Аустралија                        | Групна фаза                       | 7.                                | 4                                 | 1                                 | 0                                 | 3                                 | 2                                 | 26                                |
| 2008                              | Вијетнам                          | Групна фаза                       | 7.                                | 3                                 | 0                                 | 0                                 | 3                                 | 1                                 | 11                                |
| 2010                              | Кина                              | Групна фаза                       | 6.                                | 3                                 | 1                                 | 0                                 | 2                                 | 2                                 | 7                                 |
| 2014                              | Вијетнам                          | Пето место                        | 5.                                | 3                                 | 1                                 | 0                                 | 2                                 | 2                                 | 7                                 |
| 2018                              | Јордан                            | Четврто место                     | 4.                                | 5                                 | 2                                 | 1                                 | 2                                 | 12                                | 11                                |
| 2022                              | Индија                            | Четвртфинале                      | 8.                                | 6                                 | 1                                 | 0                                 | 5                                 | 5                                 | 15                                |
| Укупно                            | Укупно                            | Шампионке                         | 1.                                | 68                                | 33                                | 2                                 | 33                                | 114                               | 164                               |

### Куп Кипра за жене
| Куп Кипра за жене − резултати | Куп Кипра за жене − резултати | Куп Кипра за жене − резултати | Куп Кипра за жене − резултати | Куп Кипра за жене − резултати | Куп Кипра за жене − резултати | Куп Кипра за жене − резултати | Куп Кипра за жене − резултати | Куп Кипра за жене − резултати |
| Година                        | Резултат                      | Ута                           | Поб                           | Нер                           | изг                           | ГД                            | ГП                            | ГР                            |
| ----------------------------- | ----------------------------- | ----------------------------- | ----------------------------- | ----------------------------- | ----------------------------- | ----------------------------- | ----------------------------- | ----------------------------- |
| 2019                          | 8. место                      | 4                             | 1                             | 0                             | 3                             | 6                             | 9                             | −3                            |
| 2020                          | Одустале                      | Одустале                      | Одустале                      | Одустале                      | Одустале                      | Одустале                      | Одустале                      | Одустале                      |
| Укупно                        | 1/13                          | 4                             | 1                             | 0                             | 3                             | 6                             | 9                             | −3                            |